# Sergievskij rajon
Il Sergievskij rajon (in russo Сергиевский район?) è un rajon dell'Oblast' di Samara, nella Russia europea. Istituito nel 1935, il suo capoluogo è Sergievsk.